# ایکس‌باکس لایو آرکید
اکس‌باکس لایو آرکید (انگلیسی: Xbox Live Arcade) یک سرویس دانلود دیجیتال بازی ویدئویی است که از طریق فروشگاه اکس‌باکس در اکس‌باکس ۳۶۰ دردسترس است. این سرویس بر روی بازی‌های کوچک‌تر قابل دانلود از ناشران اصلی و توسعه‌دهندگان بازی‌های مستقل تمرکز دارد. بازی‌هایی از کنسول‌های کلاسیک و بازی‌های ویدیویی آرکید تا بازی‌های جدیدی که از ابتدا برای این سرویس طراحی شده‌اند، در این سرویس موجود است. قیمت بازی‌های موجود از ۵ تا ۲۰ دلار متغیر است و تا اکتبر ۲۰۱۶، ۷۱۹ بازی اکس‌باکس لایو آرکید برای اکس‌باکس ۳۶۰ منتشر شده‌است. قبل از اکس‌باکس ۳۶۰، «اکس‌باکس لایو آرکید» نام شبکه توزیع آنلاین در اکس‌باکس اصلی بود که با اکس باکس مارکت‌پلیس جایگزین شد.